# Перелом основания черепа
Перелом основания черепа — повреждение черепа, являющееся переломом одной или нескольких костей, входящих в основание мозгового отдела черепа — затылочной, височной, клиновидной и решетчатой.
Такое повреждение довольно редко и статистически составляет 4 % от числа диагностируемых тяжелых черепно-мозговых травм.
Такие переломы могут сопровождаться повреждением оболочек головного мозга, вызывая истечение спинномозговой жидкости (ликвора). Она может накапливаться в полости среднего уха и вытекать через прорванную барабанную перепонку (отоликворея) или же проникать в носоглотку через евстахиеву трубу, создавая в ротовой полости соленый привкус. Также, при переломах решетчатой и клиновидной костей, возможно вытекание ликвора из носа (риноликворея). Вышеописанные симптомы являются патогномоничными для перелома основания черепа.

## Анатомия
Переломы основания черепа подразделяются на переломы передней и задней части основания. Первый тип включает повреждения клиновидной и решетчатой костей. Второй - повреждения затылочной, височной, и задней части клиновидной костей. Перелом височной кости встречается в 75% переломов основания черепа и может быть продольным, поперечным или смешанным, в зависимости от положения линии перелома относительно продольной оси пирамидки височной кости.
Повреждения затылочной кости вблизи большого затылочного отверстия ('foramen magnum') сопряжены с риском повреждения спинного мозга, нервов и крупных кровеносных сосудов вблизи отверстия.
Из-за близости черепных нервов при переломе они могут быть повреждены. Это может привести к параличу лицевого или глазодвигательного нервов или к потере слуха из-за повреждения преддверно-улиткового нерва.

## Клинические проявления
- Симптом Бэттла — экхимоз в районе сосцевидного отростка височной кости.
- Симптом очков — окологлазничный экхимоз, то есть «глаза енота».
- Парез или паралич черепных нервов.
- Истечение ликвора из носа (риноликворея) или ушей (отоликворея).
- Кровотечение из носа или ушей.
- Накопление крови в барабанной полости.
- Нарушение слуха, нистагм, рвота.
- Довольно редко перелом может привести к нарушениям зрения, если сломанные кости защемят зрительный нерв.
- Серьёзные случаи обычно приводят к смерти.

## Прогноз
Лечение переломов без смещения обычно не требует операционного вмешательства. У пациентов с переломом основания черепа чаще других возникают осложнения в виде менингитов.
Переломы височной кости могут вызвать повреждения внутренней сонной артерии, которые могут привести к опасному для жизни крупному кровоизлиянию.

## Случаи на автогонках
Переломы основания черепа являются распространенной причиной смерти в авариях на автогонках. Ниже перечислены некоторые гонщики, погибшие из-за этого:
- Формула-1: Жиль Вильнёв в квалификации перед Гран-при Бельгии 1982 года, Роланд Ратценбергер в Гран-при Сан-Марино 1994 года, Айртон Сенна (по одной из версий) в Гран-при Сан-Марино 1994 года.
- Индианаполис 500: Билл Вукович, Тони Беттенхаузен, Флойд Робертс и Скотт Брайтон.
- NASCAR: Эрнхардт Дейл-старший, Адам Петти, Тони Рупер, Кенни Ирвин-младший, Нил Боннетт, Джон МакДаффи, Ричи Эванс и Клиффорд Эллисон. Гонщики Джерри Надю и Стэнли Смит тоже получили травму, но выздоровели.
- CART: Джоуи Марчело, Грег Мур и Гонсало Родригес

Чтобы предотвратить подобные инциденты, в настоящее время все гоночные серии под управлением FIA в обязательном порядке используют устройства для защиты шеи и головы, такие, как HANS.